# Михалёв, Борис Владимирович
Борис Владимирович Михалёв (3 января 1960, Ленинск-Кузнецкий, Кемеровская область — 26 июля 2023) — депутат Государственной Думы Федерального Собрания РФ пятого и шестого созывов (2009—2016).

## Биография
Родился 3 января 1960 г. в городе Ленинск-Кузнецкий; окончил Ленинск-Кузнецкий горнотехнический колледж в 2000 г.; с 1978 по 1979 год — водитель Ленинск-Кузнецкой автоколонны № 1337; с 1979 по 1980 год — подземный горнорабочий очистного забоя шахты «Комсомолец» (г. Ленинск-Кузнецкий); с 1980 по 1982 год — служба в рядах Советской армии; с 1982 по 1985 год — подземный горнорабочий очистного забоя шахты «Комсомолец»; с 1985 г. — подземный горнорабочий очистного забоя, бригадир горнорабочих очистного забоя шахты им. С. М. Кирова (ныне — ОАО «Шахта имени С. М. Кирова», г. Ленинск-Кузнецкий Кемеровской области).
Избирался депутатом Совета народных депутатов Кемеровской области (по областному списку КРО ВПП «Единая Россия», округ № 8), был членом Комитета по вопросам промышленной политики и предпринимательской деятельности, членом мандатной комиссии по депутатской этике и Регламенту, входил в состав фракции «Единая Россия»;
В декабре 2009 года Центризбирком Российской Федерации передал Борису Михалёву вакантный мандат депутата Госдумы после смерти депутата от Кузбасса Геннадия Дюдяева.
Награждён медалью ордена «За заслуги перед Отечеством» II степени; присвоены звания «Почетный гражданин Кемеровской области», «Заслуженный шахтер Кузбасса»; один из первых обладателей высшей областной награды — «Герой Кузбасса».
Скончался 26 июля 2023 года на 64-м году жизни.